# 마리아나 시메니스
마리아나 시메니스(Mariana Ximenes, 1981년 4월 26일 ~ )는 브라질의 배우이다.

## 출연 작품
- 어 매터 오브 커리지 (2015)
- 오블리비어스 메모리 (2015)
- 발칙한 판타지 팩토리 (2015)
- 하모니카스 하울 (2013)
- 리오 빌롱스 투 어스 (2013)
- 더 고릴라 (2012)
- 킹카스의 두 번째 삶 (2010)
- 아 마키나 (2005)
- 인베이더 (2002)